# Язичник карпатський
Язичник карпатський (Ligularia carpatica) — вид рослин із родини айстрових (Asteraceae).

## Біоморфологічна характеристика
Сизувато-зелена рослина 60–150 см заввишки. Стебло зверху запушене. Прикореневі листки з короткими крилатими ніжками, широко-яйцеподібні чи еліптичні, зубчасті; стеблові — сидячі, напівстеблоохопні. Обгортка дзвонова, з 12–14 листочків. Язичкові квітки оранжево-жовті; сім'янки довгасті, 6–7 мм завдовжки, 5-гранні, з чубком з дуже коротких (до 1 мм) волосків. Квітне у червні й липні.

## Середовище проживання
Зростає у Європі (Болгарія, Румунія, Україна).
В Україні вид зростає на степових луках, на лісових галявинах — у Прикарпатті, 3ахідному та Правобережному Лісостепу, дуже рідко